# Liparis acaulis
Liparis acaulis är en orkidéart som beskrevs av Rudolf Schlechter. Liparis acaulis ingår i släktet gulyxnen, och familjen orkidéer. Inga underarter finns listade i Catalogue of Life.